# Praomys
Praomys (Thomas, 1915) è un genere di Roditori della famiglia dei Muridi.

## Descrizione

### Dimensioni
Al genere Praomys appartengono roditori di piccole dimensioni, con lunghezza della testa e del corpo tra 73 e 143 mm, la lunghezza della coda tra 51 e 174 mm e un peso fino a 84 g.

### Caratteristiche craniche e dentarie
Il cranio è sottile e presenta un rostro lungo, una scatola cranica tondeggiante e le creste sopra-orbitali assenti o poco sviluppate. Le bolle timpaniche non sono particolarmente ingrandite. I molari sono stretti, allungati e cuspidati.
Sono caratterizzati dalla seguente formula dentaria:

### Aspetto
L'aspetto è quello di un topo dal corpo snello con una pelliccia soffice. Le parti dorsali variano dal giallo-grigiastro al nerastro, mentre le parti ventrali sono biancastre o grigiastre. Il muso è allungato, le orecchie sono grandi ed arrotondate. Le zampe posteriori sono corte e larghe, con 6 cuscinetti ben sviluppati sulla pianta dei piedi, adattamento ad una vita arboricola. Il quinto dito del piede è relativamente lungo. La coda è più lunga della testa e del corpo ed è rivestita di scaglie e cosparsa di pochi peli. Le femmine hanno da 3 a 5 paia di mammelle.

## Distribuzione
Sono roditori arboricoli diffusi principalmente nelle foreste e talvolta nelle savane dell'Africa subsahariana.

## Tassonomia
Il genere comprende 14 specie.
- Sono presenti 9 creste palatali.
  - Gruppo Praomys tullbergi
    - Praomys coetzeei
    - Praomys hartwigi
    - Praomys misonnei
    - Praomys morio
    - Praomys obscurus
    - Praomys petteri
    - Praomys rostratus
    - Praomys tullbergi
- Sono presenti 7 creste palatali.
  - Gruppo Praomys jacksoni
    - Praomys degraaffi
    - Praomys jacksoni
    - Praomys minor
    - Praomys mutoni

  - Gruppo Praomys daltoni
    - Praomys daltoni
    - Praomys derooi